# 七河迦南
七河 迦南（ななかわ かなん）は、日本の小説家、推理作家。東京都出身。早稲田大学第一文学部卒業。2008年、連作短編集『七つの海を照らす星』で東京創元社主催の第18回鮎川哲也賞を受賞しデビューした。
児童養護施設「七海学園」を舞台にしたデビュー作に続くシリーズ第2作の『アルバトロスは羽ばたかない』は、原書房『本格ミステリ・ベスト10』で第5位、宝島社『このミステリーがすごい!』で第9位にランクインした。
デビュー以前に、光文社文庫の公募アンソロジー『新・本格推理』に短編が2度掲載されている。

## 略歴
2006年、東京創元社が主催する第3回ミステリーズ!新人賞（2006年3月末日締切）に短編「その漆黒の翼」を投稿し2次選考通過（最終候補）。この年の2次通過は7名だったが、そのうち受賞者の秋梨惟喬、滝田務雄以外にも、沢村浩輔、南園律がのちにデビューしており、レベルの高い作品がそろった年だった。翌年の第4回ミステリーズ!新人賞（2007年3月末日締切）では、短編「夏の幻の少女」が1次選考通過。この作品を「夏期転住」として織り込んだ連作短編『七つの海を照らす星』で第18回鮎川哲也賞（2007年10月末日締切）を受賞し、2008年10月デビュー。
小学生のときに読んだガストン・ルルーの『黄色い部屋の謎』がミステリにのめり込むきっかけになった。創元推理文庫を中心に、S・S・ヴァン・ダインやエラリー・クイーンなどを読みあさったが、特にジョン・ディクスン・カーの存在は大きく『三つの棺』には大きな影響を受けているという。日本の作品では、中井英夫『虚無への供物』、若竹七海『ぼくのミステリな日常』、芦辺拓『殺人喜劇の13人』を影響を受けた作品として挙げている。

## 作品リスト

### 単行本
- 七つの海を照らす星（2008年10月 東京創元社 ISBN 978-4-488-02437-6 / 2013年5月 創元推理文庫 ISBN 978-4-488-42811-2）
  - 収録作品：今は亡き星の光も / 滅びの指輪 / 血文字の短冊 / 夏期転住 / 裏庭 / 暗闇の天使 / 七つの海を照らす星
- アルバトロスは羽ばたかない（2010年7月 東京創元社 ISBN 978-4-488-02458-1 / 2017年11月 創元推理文庫 ISBN 978-4-488-42812-9） - 『七つの海を照らす星』続編
- 空耳の森（2012年10月 東京創元社 ミステリ・フロンティア ISBN 978-4-488-01774-3 / 2025年4月 創元推理文庫 ISBN 978-4-488-42813-6）
  - 収録作品：冷たいホットライン / アイランド / It's only love / 悲しみの子 / さよならシンデレラ / 桜前線 / 晴れたらいいな、あるいは九時だと遅すぎる（かもしれない） / 発音されない文字 / 空耳の森
- わたしの隣の王国（2016年9月 新潮社 ISBN 978-4-10-350311-8）
  - 【改題】夢と魔法の国のリドル（2019年6月 新潮文庫 ISBN 978-4-10-180154-4）

### アンソロジー
『』内が七河迦南の作品
- 新・本格推理06 不完全殺人事件（2006年3月 光文社文庫 ISBN 978-4-334-74036-8）『あやかしの家』
- 新・本格推理07 Qの悲劇（2007年3月 光文社文庫 ISBN 978-4-334-74221-8）『暗黒の海を漂う黄金の林檎』
- ザ・ベストミステリーズ 推理小説年鑑 2013（2013年4月 講談社 ISBN 978-4-06-114914-4）『悲しみの子』
  - 【分冊・改題】Symphony 漆黒の協奏曲 ミステリー傑作選（2016年4月 講談社文庫 ISBN 978-4-06-293362-9）
- ベスト本格ミステリ2013（2013年6月 講談社ノベルス ISBN 978-4-06-182870-4）『コンチェルト・コンチェルティーノ』
  - 【改題】墓守刑事の昔語り（2017年1月 講談社文庫 ISBN 978-4-06-293566-1）
- 山岳迷宮 山のミステリー傑作選（2016年7月 光文社文庫 ISBN 978-4-334-77324-3）『冷たいホットライン』

### 雑誌掲載短編
- おとめのカウントダウン （『小説すばる』2011年10月号）
- コンチェルト・コンチェルティーノ （『メフィスト』2012 Vol.3）
- 千夜行 （『ミステリーズ！』vol.105 FEBRUARY 2021）